# Уокер, Хорас (альпинист)
Хо́рас Уо́кер (англ. Horace Walker; 1838—1908) — английский альпинист, совершивший целый ряд первых восхождений в Альпах, в частности, на вершины Барр-дез-Экрен, Балмхорн, Обер-Габельхорн, Гранд-Жорас и несколько других, а также на Западную вершину Эльбруса. В честь Уокера названы высочайший пик массива Гранд-Жорас Пуэнт-Уокер, а также ледник и горный приют в Южных Альпах в Новой Зеландии.
В 1890—1893 годах Хорас Уокер был президентом британского Альпийского клуба.

## Биография
Хорас Уокер родился в 1838 году в Канаде, но вырос в Ливерпуле. Отец Хораса Фрэнсис Уокер (1808—1872) был преуспевающим предпринимателем и альпинистом. Его старшая сестра Люси Уокер (1836—1916) также занималась альпинизмом, и впоследствии прославилась первым в истории женским восхождением на Маттерхорн. Люси ходила на восхождения только вместе с семьёй, и многие восхождения Хорас совершил вместе с ней.
Первое восхождение Уокер совершил в возрасте 16 лет на вершину Мон-Велан.

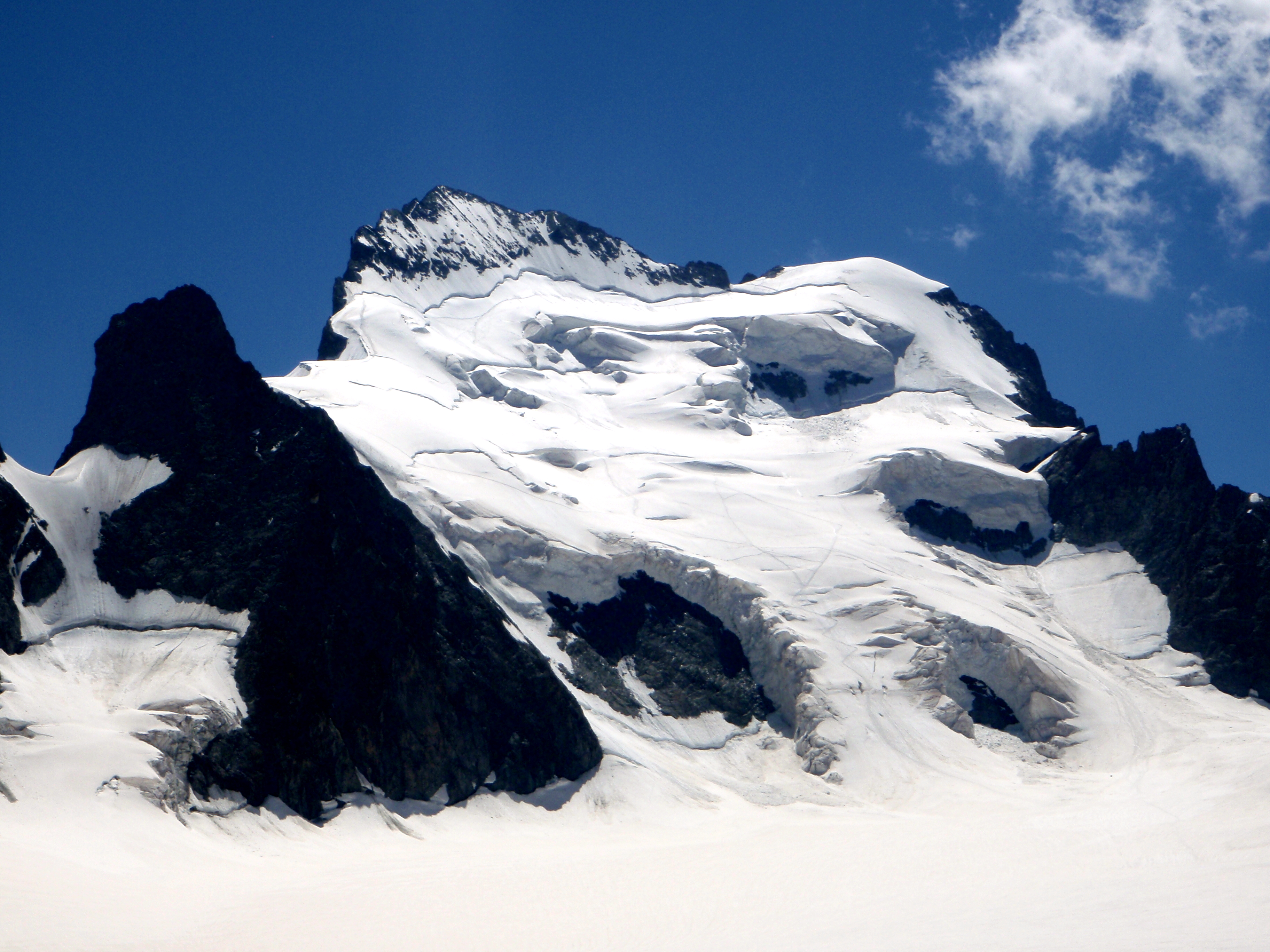
Северная стена вершины Барр-дез-Экрен

Летом 1864 года Хорас и британский альпинист Адольф Уорбертон Мур в сопровождении гида Кристиана Альмера прибыли в Альпы Дофине для совершения восхождений в массиве Дез-Экрен. В это же время в регион приехал их друг и известный альпинист Эдуард Уимпер, сопровождаемый гидом Мишелем Кро. После нескольких безуспешных попыток подняться на Маттерхорн в 1862 и 1863 годах Уимпер решил сделать перерыв и совершить первое восхождение на высочайшую точку массива вершину Барр-дез-Экрен высотой 4102 метра. Уокер, Мур и Уимпер решили объединить усилия. Встретившись 20 июня 1864 года в Сен-Мишель-де-Морьене, они за несколько дней вышли через перевал Коль-де-ля-Валлуар к подножию массива Дез-Экрен. 23 июня группа совершила восхождение на вершину Бреш-де-ля-Меиж (фр. Brèche de la Meije, 3357 метров), откуда они спустились на её южный склон. 24 июня они вышли к верховьям ледника Де-ля-Бонн-Пьер, где была организована ночёвка перед последним штурмом. Ранним утром 25 июня Уимпер, Мур, Уокер, Альмер и Кро вышли на штурм вершины. Поднявшись сначала по кулуару в северном склоне вершины на восточный гребень, они затем по нему вышли к вершине. Спуск был осуществлён по западному гребню с последующим переходом на северную стену.

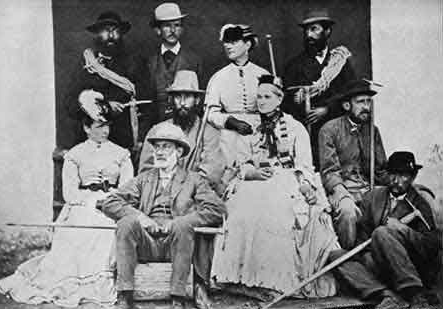
Хорас Уокер (сидит, третий слева), Люси Уокер (стоит, третья слева), Адольф Мур (сидит, второй справа), Мельхиор Андерегг (стоит, первый справа)

21 июля 1864 года Хорас Уокер вместе с отцом и сестрой Люси в сопровождении гидов Якоба и Мельхиора Андереггов совершили первое восхождение на вершину Балмхорн в Бернских Альпах высотой 3698 метров. Через 6 дней, 27 июля, в составе расширенной группы из пяти клиентов и шести гидо (включая присоединившихся к ним Адольфа Мура, Кристиана Альмера и других гидов), они совершили восхождение на Эйгер. Это было четвёртое удачное восхождение на Эйгер и первое в истории женское восхождение.
В 1865 году Уокер продолжил совершать восхождения вместе с Адольфом Муром в сопровождении гидов Якоба Андерегга. 21 июня 1865 года они совершили первый траверс высочайшей вершины Гларнских Альп горы Тёди высотой 3613 метров (также они стали первыми англичанами, поднявшимися на гору). 22 июня они совершили первый переход через перевал Камадра, а 23 июня первопроход нового маршрута на вершину Райнвальдхорн (3402 метра) с ледника Брешиана. 28 июня они совершили первое восхождение на вершину Пиц-Розег (3937), после чего отправились в Милан, откуда 4 июля перешли в Церматт через перевал Сезия.
6 июля 1865 года Хорас Уокер, Адольф Мур и Якоб Андерегг совершили первое восхождение на вершину Обер-Габельхорн высотой 4063 метра по восточной стене из Церматта. Они на один день опередили группу другого британского альпиниста, — Фрэнсиса Дугласа (с гидами Петером Таугвальдером и Йозефом Вианином), которому с третьей попытки удалось подняться на вершину по северо-западному гребню. 8 июля они совершили первый переход через перевал Коль-де-Аролла к подножию горы Пинь-д’Аролла в Пеннинских Альпах высотой 3796 метров. На следующий день, 9 июля, они совершили первое восхождение на вершину Пинь-д’Аролла.
После возвращения с Пинь-д’Аролла Уокер, Мур и Якоб Андерегг переместились в Курмайёр, где 13 июля к ним присоединились альпинисты Фрэнк Уокер (отец Хораса) и Джордж Спенсер Мэтьюз с гидом Мельхиором Андереггом. 14 июля они перешли к подножию Монблана на ледник Бренва, где установили лагерь на высоте 2800 метров. На следующий день, 15 июля, все шестеро совершили первое прохождение нового маршрута на Монблан (маршрут Бренва, в настоящее время имеет IV категорию сложности по классификации UIAA). После восхождения группа спустилась во Францию в Шамони.

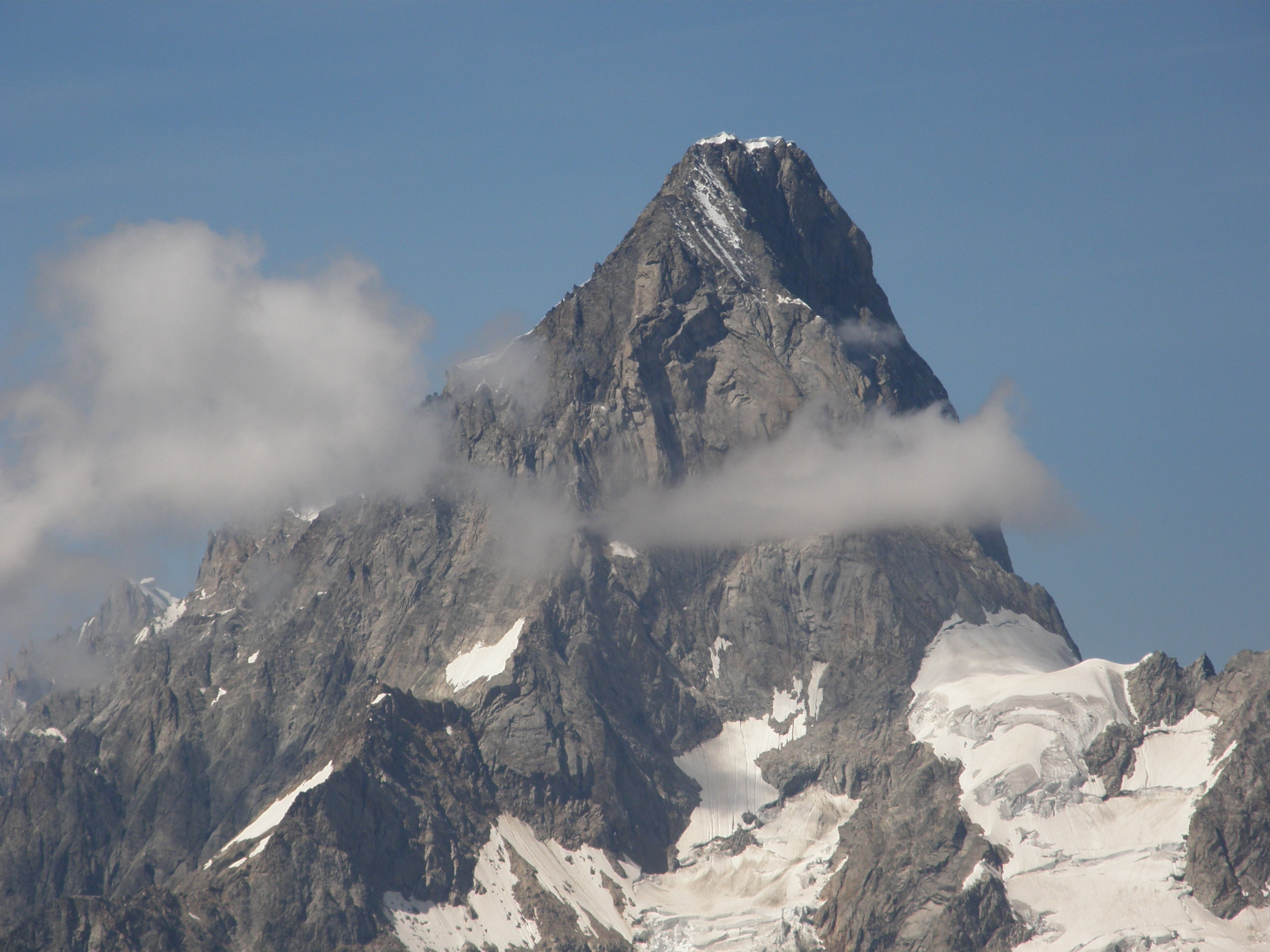
Вершина Пуэнт-Уокер в массиве Гранд-Жорас

30 июня 1868 года Хорас Уокер в сопровождении горных гидов Мельхиора Андерегга, Иоганна Яуна и Жульена Гранде совершил первое восхождение на высочайшую вершину массива Гранд-Жорас Пуэнт-Уокер высотой 4208 метров (впоследствии названную в его честь).
В 1874 Хорас Уокер принял участие в экспедиции на Кавказ, которую организовал английский альпинист Флоренс Кроуфорд Гроув. В рамках этой экспедиции 28 июля было совершено первое восхождение на Западную вершину Эльбруса (5642 метра), которая выше Восточной на 21 метр и является высочайшей вершиной современной Европы. На вершину поднялись сам Гроув, Хорас Уокер, Фредерик Гарднер, гид из кантона Вале Петер Кнубель и местный прооводник Ахия Соттаев. После восхождения Гроув отметил, что оно было физически сложным, но основную трудность составила не высота, а большая протяжённость маршрута. Принимавший участие в экспедиции Адольф Мур на финальный штурм вершины выйти не смог ввиду плохого самочувствия.
В 1890 году Хорас Уокер был избран на пост президента британского Альпийского клуба. В этой должности он пробыл три года (с 1890 по 1893 год).
Хорас Уокер умер в 1908 году.

## Память
В честь Хораса Уокера названа высочайшая вершина в массиве Гранд-Жорас (Пуэнт-Уокер) и один из маршрутов по северной стене на эту вершину, а также ледник и горный приют в Южных Альпах в Новой Зеландии.